# ماساشي ناتسومي
ماساشي ناتسومي (باليابانية: 棗 正志) (مواليد 17 أبريل 1982)، هو لاعب كرة قدم سابق كان يلعب كحارس مرمى.